# Saqqez
Saqqez (en persa: سقز; en kurdo: Seqiz) es una ciudad en la provincia iraní del Kurdistán. La provincia de Kurdistán está situada en el oeste de Irán en la frontera con Irak.
En el censo de 2016, tenía una población de 165 258. La ciudad de Sanandaj  se encuentra a una distancia de 601.96 km de Teherán y a 1476 m s. n. m. de altitud. La población de Saqqez es principalmente kurda.

## Toponimia
El nombre Saqqez deriva de la palabra escita "Eskit" y de "Sakez". Antes de eso fue Izirtu la capital de los manneos.

## Historia
Saqqez es una de las ciudades y regiones más antiguas de Oriente Medio, donde se han descubierto y guardado muchos tesoros, reliquias y objetos históricos en los principales museos de Irán y de todo el mundo. La historia de Saqqez se remonta al séptimo milenio antes de Cristo. Basados en ruinas históricas y antigüedades que se han encontrado en Saqqez, como los tesoros históricos de Ziwiye atesorados en el Castillo de Ziwiyeh, los expertos creen que la ciudad moderna de Saqqez fue la antigua capital del imperio Mediano.

## Clima
A una altitud de 1476 metros (4842 pies), Saqqez tiene un clima continental mediterráneo (clasificación climática de Köppen Dsa) con veranos calurosos y muy secos e inviernos fríos y nevados. Los veranos presentan una gran variación de temperatura diurna debido a la disminución de la densidad del aire a gran altitud y baja humedad. En 1969, Saqqez registró una temperatura de -36 °C (-33 °F), la más baja jamás registrada por una estación meteorológica iraní hasta que Kheirabad Zanjan registró -36,4 °C (-33,5 °F) el 29 de enero de 1997. [13] [14] Saqqez volvió a alcanzar los -36 °C durante la tormenta de nieve de Irán del 3 al 9 de febrero de 1972. Saqqez alcanzó extraoficialmente -45,8 °C (-50,4 °F) en diciembre de 2006 y -42,3 °C (-44,1 °F) en enero de 2007, las temperaturas más bajas registradas en una ciudad iraní.

## Idioma
La lengua del pueblo es el kurdo, que está categorizada en el marco de las lenguas indoeuropeas, con su distintiva forma gramatical. Kurdistán es una gran provincia y el pueblo de esta región habla diferentes dialectos. Utilizando una amplia variedad de palabras y vocabulario, ha hecho que el lenguaje sea armónico y poético. El pueblo de Saqqez habla el dialecto sorani (acento de ardalan), que es uno de los principales dialectos de la lengua kurda.